# Eduardo Laing
Eduardo Antonio "Tony" Laing Cárcamo, plus connu sous le nom d'Eduardo Laing, né le 27 décembre 1958 à Puerto Cortés, est un footballeur international hondurien, évoluant au poste d'attaquant du milieu des années 1970 au milieu des années 1990.

## Biographie
Connu sous le nom de l'« aiguille », Eduardo Laing fait ses débuts professionnels en 1977 et réalise 20 saisons, dont 16 avec le CD Platense, club de sa ville natale, Puerto Cortés. Même s'il se sentaient « encore capable de jouer », Laing préférait que « les gens gardent une bonne image de lui ».
International hondurien, Laing participe à la toute première Coupe du monde de la sélection, en 1982. Il connaît sa plus grande heure de gloire, lorsqu'il marque le but de l'égalisation contre l'Irlande du Nord (1-1). La sélection sera finalement éliminée au premier tour de la compétition.
Après sa retraite, Eduardo Laing déménage à la Nouvelle-Orléans en 2007. Il devient également entraîneur de football amateur et possède une entreprise de peinture. Eduardo Laing est marié à Nidia et a trois enfants avec elle.

## Palmarès
- Championnat du Honduras de football D2 : 
  - Champion en 1982 avec le Club Deportivo Platense

- Coupe des nations de la CONCACAF : 
  - Vainqueur en 1981 avec le Honduras
  - Deuxième en 1985 avec le Honduras